# 赤池紗也加
赤池 紗也加（あかいけ さやか、1993年5月6日 - ）は、日本の女優、タレント、モデル。東京都出身。オスカープロモーション所属。

## 人物
特技はダンス（5年）、バレエ（10年）。趣味は映画、アニメ鑑賞。
2020年12月24日に自身のX（旧Twitter）で「艦隊これくしょん -艦これ-」艦娘遊撃隊の「鹿島」として活動していることを報告。

## 出演

### テレビ
- 月曜ゴールデン「検事 霧島三郎」（2013年、TBSテレビ） - ホステス 役[2]
- お願い!ランキング「せますぎて逆に気になるランキング 目覚まし時計編」（2013年、テレビ朝日）[2]
- リミット（2013年、テレビ東京） - 2年4組生徒 役[2]
- 美輪乃湯（2014年、NHKワンセグ2）[2]
- 今、この顔がスゴい!（2014年2月6日 - 6日、TBS）[2]
- アウトバーン（2014年、フジテレビジョン） - 鈴鈴 役[2]
- 駆け込みドクター!運命を変える健康診断（2015年1月18日、TBS） - 再現VTR[2]
- 幸せ!ボンビーガール（2015年、日本テレビ系列） - 再現VTR 平愛梨 役[2]
- HiGH&LOW〜THE STORY OF S.W.O.R.D.〜（2015年、日本テレビ系列） - ホステス 役[4]
- 中居正広の金曜日のスマたちへ（2015年10月30日、TBS） - 再現VTR[2]
- ニンゲン観察バラエティ モニタリング「旬な芸能人」（2015年、TBS） - AD 役[2]
- 魔女たちの22時（2015年、日本テレビ系列） - 再現VTR[2]
- オモクリ監督 〜O-Creator's TV show〜（2015年2月15日、フジテレビジョン）[2]
- 体感!奇跡のリアルタイム（2016年3月13日、日本テレビ系列） - 再現VTR[5]
- 総合診療医ドクターG（2016年5月18日、NHK） - 大沢みどり 役[6]
- 腸を知って身体のお悩み解決SP（2016年9月6日、フジテレビ）[7]
- 謝りたい人がいます（2016年9月23、TBS）[8]
- 奇跡体験!アンビリバボー（2017年、日本テレビ系列）[7]
- 行列のできる相談所（2017年2月22日、日本テレビ系列） - 再現VTR[9]
- 結婚したら人生劇変!○○の妻たち（2017年9月4日、TBS）[7]
- 爆報! THE フライデー（2018年6月1日、TBS） - 再現VTR[10]
- やっちまったヒストリー（2018年6月22日、日本テレビ系列） - 再現VTR[11]
- オスカル!はなきんリサーチ（2019年5月18日、テレビ朝日）[12]
- ラヴィット!（2021年6月29日、TBS）[13]
- これやっちゃってない？他人事じゃないハナシ（2024年2月26日、TBS）[14]

### 映画
- 私の優しくない先輩（2010年）[15]
- L・DK（2014年4月） - 3年3組生徒 役[2]
- 薄暮 （映画）（2019年6月） - 遠野双葉 役[16]

### 舞台
- STRAYDOG 女の子物語（2012年10月）[2]
- ゴジラ（2013年1月）[2]
- STRAYDOG 心は孤独なアトム（2014年2月5日）[2]
- STRAYDOG 純平、考えなおせ（2014年11月28日）[2]
- 平成時代劇 片肌☆倶利伽羅紋紋一座「ざ☆くりもん」二○一六年 獅子相承（2016年1月5日 - 11日） - ルーシー 役[17]
- 万本桜企画 綿の味（2016年6月21日 - 26日）[18]
- 平成時代劇 片肌☆倶利伽羅紋紋一座「ざ☆くりもん」二○一七年 冥途遊山（2017年1月3日 - 9日） - 玉菊 役[19]
- GHETTO BIG MOUTH 2017（2017年6月14日 - 18日）[20]
- 9-States 箱庭のトリレンマ（2017年9月6日 - 10日）[21]
- SAB-on 徒桜（2018年1月30日 - 2月4日）[22]
- ToyLateLie 稔 （2018年8月15日 - 19日）[23]
- 9-States 折り紙とポラリス（2018年9月13日 - 17日）[24]
- 劇団わ バック・トゥ・ザ・君の笑顔（2019年7月4日 - 10日） - 金城彩夏 役[25]
- 菅生ゼミ休講のお知らせ（2019年11月1日 - 5日） - 赤石（リコピン） 役[26]
- ToyLateLie 思春〜遥かなるオヤジーデ〜（2020年2月5日 - 9日） - ハナミ 役[27]
- END es PRODUCE E-utopia（2022年3月2日 - 6日） - 古原時音 役[28][29]
- ロクイチ演技魂 二人芝居 キープアウトな２人（2022年8月13日 - 14日 - 外中 役）[30]
- SPIRAL CHARIOTS 全部、知っている。（2022年12月7日 - 11日） - 町村芽維 役[31]
- K-FARCE 散りて尚、（2023年3月8日 - 12日） - 吉野サクラ 役[32]
- SPIRALCHARIOTS HATTORI半蔵‐零‐（2023年9月27日 - 10月1日） - 上杉ケンシン 役[33]
- 淡海乃海-天下静謐の雫となりて-（2024年5月29日 - 6月2日） - 朽木小夜 役[34]
- END es PRODUCE D-ystopia〜終わりの始まり〜（2024年11月6日 - 10日） - スヴァルト 役
- 株式会社あるひ バイバイドロシー（2024年12月25日 - 29日） - オズコ 役
- 「艦これ」舞台2025 -突入！礼号作戦1944-（2025年2月22日 - 3月2日） - 松型駆逐艦【榧】 役
- G7（2025年4月11日 - 15日） - ハンナ・マカリスター 役[35]
- 株式会社あるひ MIANEYO〜FINAL （2025年7月9日 - 13日） - 朴麗奈 役[36]
- WaVe'S『祭りのかけら』（2025年7月30日 - 8月3日[注 1]） - 日替わりゲスト[37]
- わたあめ工場 丘ノマタ旅 （2025年9月25日 - 28日） - ナツムメ 役[38]

### スチール
- 拓人 スクールＩＥ[2]

### 雑誌
- 角川マガジンズ「Highway Walker」2月号（2014年1月20日）[2]
- 角川マガジンズ 「HighwayWalker」東日本版 12月号（2013年11月20日）[2]
- 角川アーキテクチャ みたいな！ Vol.3（2022年11月18日）[39]

### WEB
- 三越伊勢丹 ファッションページ（2013年）[2]
- ダイハツ工業 「タントな彼女」（2013年10月）[2]
- J SPORTS ペダルオトメ（2013年3月）[2]

### VTR
- ファインコートららシティＡ[2]
- トリコ i Pad ゲームモデル（2013年）[2]

### PV
- MY FIRST STORY 「FAKE」（2014年）[2]

### CM
- ディップ 「バイトルドットコム」 みえる･カラーバイトル篇（2013年）[2]

- 任天堂ＤＳｉ「ショップ」 女子高生 役[2]
- DMM.com 「三国志戦姫」女の戦い篇（2014年）[2]

- ニールメッド サイナスリンス（2023年）[40]

### Youtube
- 「birthday」（トワイライトチャンネル）（2019年）
- 全力心霊スポット「まぼろし坂」（オカルトバラエティ OCCULTY）（2021年）

### イベント

#### レギュラー
ブラウザゲーム『艦隊これくしょん -艦これ-』リアルイベント
- 「艦これ」鎮守府新春JAZZ祭り2019 in 日本武道館（2019年1月4日） - 艦娘遊撃隊 白露 役
- 「艦これ」鎮守府第三次「瑞雲」祭りin 横浜・八景島シーパラダイス特設泊地（2019年） - 艦娘遊撃隊 白露 役
- 深海大サーカス「不思議の国の1YB3H」-1YB3H’s Adventures in Wonderland-（2019年） - 艦娘遊撃隊 白露 役
- 佐世保鎮守府開庁・佐世保港開港130周年記念「ちんじゅふ。」2019 in 佐世保鎮守府（2019年9月13日 - 16日） - 艦娘遊撃隊 白露 役
- キリンボクカワランド サンリオピューロランド×C2機関（2020年） - 艦娘遊撃隊 白露 役
- 鎮守府鰻祭り&金剛型86/一航戦NOAH発表会 in 富士スピードウェイ（2020年11月1日） - 艦娘遊撃隊 鹿島 役
- C2機関「提督&艦娘 Special Live for 呉鎮守府」in 横浜みなとみらい（2020年12月4日） - 艦娘遊撃隊 鹿島 役
- C2機関 鎮守府New Year Special Live! 2022（2022年1月3日 - 1月4日） - 艦娘遊撃隊 鹿島 役[41]
- C2機関”1MYB” 全国ツアー Valentine Live in Zepp Haneda（TOKYO）（2022年2月14日） - 艦娘遊撃隊 鹿島 役[42]
- C2機関”1MYB”全国ツアー横浜ライブ Zepp Tour Final Special Live & Ondo in KT Zepp Yokohama（2022年3月23日） - 艦娘遊撃隊 鹿島 役[43]
- C2機関「艦これ」呉鎮守府巡り2022・呉市制120周年記念 ちんじゅふ。艦娘Special Live in 呉鎮守府2022（2022年4月24日） - 艦娘遊撃隊 鹿島 役[44]
- C2機関 “瑞雲”＆”秋刀魚”祭り2022 in FSW（2022年10月1日 - 10月2日） - 艦娘遊撃隊 鹿島 役[45]
- C2機関 鎮守府新春New Year SHIGURE Live! 2023（2023年1月3日） - 艦娘遊撃隊 鹿島 役[46]
- C2機関佐世保本遠征「艦これ」公式コラボ【Operation SASEBO Expedition 2023】（2023年6月9〜6月11日） - 艦娘遊撃隊 鹿島、深海道化鬼 役[47][48]
- C2機関「艦これ」公式新春Live! 2024 Chinjufu New Year Live! 2024 in YOKOHAMA Minato Mirai（2024年1月3日） - 艦娘遊撃隊 鹿島 役[49]
- クレイトンベイホテル・呉阪急ホテル・呉森沢ホテル Collaboration Thanks Presents 【C2機関「艦これ」JAZZ Spring Session】in Club eX（2024年3月17日） - 艦娘遊撃隊 鹿島 役[50]
- C2機関【舞鶴】鎮守府エリアプチ遠征【オータムフェスタ2024】（2024年9月22〜23日） - 艦娘遊撃隊 鹿島 役
- C2機関 呉鎮守府遠征「艦これ」公式コラボ！【ちんじゅふ。艦娘Special Live in 呉鎮守府 2024】（2024年10月12日 - 13日）
- C2機関「艦これ」公式新春Live! 2025 Chinjufu New Year Live! 2025 in YOKOHAMA Minato Mirai（2025年1月3日） - 艦娘遊撃隊 鹿島、深海道化鬼 役
- カレー機関（カレー機関） - 不定期参加

#### 単発
- バラエティイベントハコニワ（2014年）[2]
- 劇団わ バック・トゥ・ザ・君のフェスタ!!（2019年7月29日）[51]
- 菅生ゼミ休講のお知らせ ありがとうイベント（2020年1月12日）[52]
- 『E-utopia』DVDリリースイベント（2022年10月15日 - 10月16日）[53]
- SC30「全部、知っている。」DVDリリースイベント（2023年6月18日）[54]
- 「HATTORI半蔵‐零‐」特別上映会（2023年11月21日）[55]
- SPIRALCHARIOTS presents「HATTORI半蔵-零-」DVDリリースイベント（2024年1月14日）[56]

### その他
高尾 パチンコCRリアル鬼ごっこ（2015年） S.A.10 佐藤紗也加 役